# Motor de levas

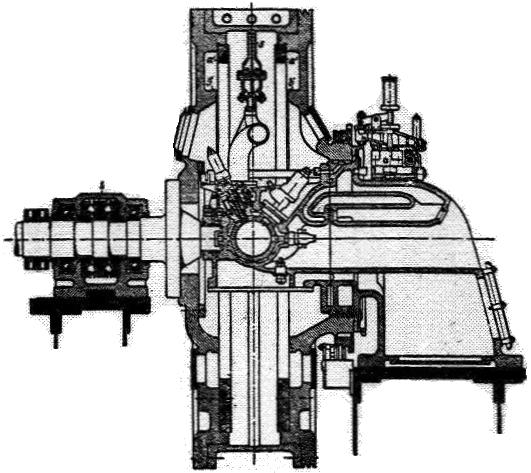
Sección longitudinal de un motor Michel

Un motor de levas (o también motor de leva) es un motor de combustión interna alternativo donde, en lugar del cigüeñal convencional, los pistones entregan su fuerza a una leva que luego se hace girar. El trabajo de salida del motor es impulsado por esta leva.
Los motores de levas están profundamente arraigados en la historia. El primer motor en obtener un certificado de aeronavegabilidad del gobierno de los Estados Unidos fue, de hecho, un motor de levas radiales. Una variación del motor de levas, el motor de placa oscilante fue brevemente popular.
Generalmente se los considera motores de combustión interna, aunque también se han utilizado como motores hidráulicos y neumáticos. Los motores hidráulicos, en particular los de plato cíclico, se utilizan ampliamente y con éxito. Sin embargo, los motores de levas de combustión interna siguen siendo casi desconocidos.

## Funcionamiento

### Ciclo de funcionamiento
Algunos motores de levas son de dos tiempos, en lugar de cuatro tiempos. Dos ejemplos modernos son el KamTech y Earthstar, ambos motores de levas radiales. En un motor de dos tiempos, las fuerzas sobre el pistón actúan uniformemente hacia abajo, durante todo el ciclo. Sin embargo, en un motor de cuatro tiempos estas fuerzas se invierten cíclicamente. El mecanismo de leva simple solo funciona con una fuerza en una dirección. En los primeros motores Michel, la leva tenía dos superficies, una superficie principal sobre la que trabajaban los pistones cuando funcionaban y otro anillo dentro de este que generaba una acción desmodrómica para restringir la posición del pistón durante el arranque del motor.
Por lo general, solo se requiere una leva, incluso para varios cilindros. La mayoría de los motores de levas eran, por lo tanto, opuestos gemelos o radiales. Una versión temprana del motor Michel fue un motor rotativo, una forma de motor radial donde los cilindros giran alrededor de una manivela fija.

## Ventajas
1. Equilibrio perfecto, un sistema de cigüeñal es imposible de equilibrar dinámicamente, porque no se puede atenuar una fuerza o acción recíproca con una reacción o fuerza rotatoria. El moderno motor de levas KamTech utiliza otro pistón para atenuar las fuerzas recíprocas. Funciona tan suavemente como un motor eléctrico.
2. Una dinámica de combustión más ideal, una mirada a un diagrama p-v del "motor de combustión interna ideal", muestra que el proceso de combustión idealmente debería ser un "proceso a volumen constante" más o menos.[4]

El corto tiempo de permanencia de un cigüeñal en el punto de máxima compresión no es suficiente para que se mantenga un volumen más o menos constante mientras se produce el evento de combustión. Un sistema de cigüeñal alcanza una ventaja mecánica significativa unos 6° antes del punto muerto superior; luego alcanza la máxima ventaja entre 45° y 50°. Esto limita el tiempo de combustión a menos de 60°. Además, el pistón que desciende rápidamente reduce la presión delante del frente de la llama, lo que reduce el tiempo de combustión. Esto significa menos tiempo para quemar el combustible y a menor presión. Esta dinámica es la razón por la que en todos los motores con cigüeñal se quema una cantidad significativa de combustible no por encima del pistón, donde se puede extraer su potencia, sino en el convertidor catalítico, que solo produce calor.
Se puede fabricar una leva moderna con tecnología de control numérico para obtener una ventaja mecánica retardada. La leva KamTech, por ejemplo, alcanza una ventaja significativa a 20°, lo que permite que el encendido comience antes en la rotación, y la ventaja máxima se obtiene a 90°, lo que permite un tiempo de combustión más prolongado antes de que se ventile el escape. Esto significa que la combustión a alta presión tiene lugar durante 110° con una leva, en lugar de durante 60°, como sucede cuando se usa un cigüeñal. Por lo tanto, el motor KamTech a cualquier velocidad y bajo cualquier carga nunca tiene fuego saliendo del escape, porque hay tiempo para que se produzca una combustión completa y a alta presión por encima del pistón.
Algunas otras ventajas de los motores de levas modernos son:
- Dinámica de pistón ideal
- Menor fricción interna
- Escape más limpio
- Menor consumo de combustible
- Vida más larga
- Más potencia por kilogramo
- El diseño compacto y modular permite un mejor diseño del vehículo
- Menos piezas, cuesta menos de fabricar

Sugerir que los motores de levas fueron o son problemáticos cuando se trata de robustez es un error. Después de extensas pruebas por parte del gobierno de los Estados Unidos, el motor de levas radiales Fairchild Modelo 447-C tuvo la distinción de recibir el primer Certificado de Tipo Aprobado por el Departamento de Comercio. En un momento en que el motor de cigüeñal de la aeronave tenía una vida útil de 30 a 50 horas, el Modelo 447-C era mucho más robusto que cualquier otro motor de aeronave en producción. Lamentablemente, en esta era anterior a la posibilidad de utilizar sistemas de control numérico, tenía un perfil de leva muy poco afinado, lo que significaba que temblaba demasiado para las hélices de madera y las estructuras de madera, alambre y tela de la época.

### Área de rodamiento
Una ventaja es que el área de la superficie del cojinete puede ser mayor que la de un cigüeñal. En los primeros días del desarrollo del material de los cojinetes, la reducción de la presión de los cojinetes que esto permitía podía proporcionar una mayor fiabilidad. El experto en rodamientos George Michell, quien también desarrolló la zapata deslizante bloque de empuje, desarrolló un motor de levas de plato cíclico relativamente exitoso.
El motor Michel (sin relación) comenzó con seguidores de levas de rodillos, pero cambió durante el desarrollo a seguidores de cojinetes lisos.

### Engranaje efectivo
A diferencia de un cigüeñal, una leva puede tener fácilmente más de un lanzamiento por rotación. Esto permite más de una carrera de pistón por revolución. Para el uso de aviones, esta era una alternativa al uso de una unidad de reducción de velocidad de la hélice: alta velocidad del motor para obtener una relación potencia a peso mejorada, combinada con una velocidad de hélice más lenta para una hélice eficiente. En la práctica, el diseño del motor de levas pesaba más que la combinación de un motor y una caja de cambios convencionales.

## Motores de plato cíclico y de plato oscilante
Los únicos motores de levas de combustión interna que han tenido un cierto éxito han sido los motores de plato cíclico. Casi todos eran motores axiales, donde los cilindros están dispuestos paralelos al eje del motor, en uno o dos anillos. El propósito de tales motores era generalmente lograr este diseño axial o "barril", haciendo un motor con un área frontal muy compacta. Hubo planes en su momento para utilizar propulsores de barril como motores aeronáuticos, aprovechando que su área frontal reducida permitía disponer un fuselaje más pequeño y con menor resistencia al aire.
Un motor similar al motor de plato cíclico es el motor de plato oscilante, también conocido como motor de disco en nutación, que describe exclusivamente un movimiento de nutación, en lugar de rotar también como un plato cíclico. El eje del disco oscilante en nutación está conectado al eje de salida mediante una biela (equivalente a un cigüeñal), por lo que no se puede considerar un motor de levas.

## Motores rotativos sin pistón
Algunos motores utilizan levas, pero no son "motores de levas" en el sentido que se describe aquí, y se trata de una forma de motor rotativo sin pistones. Desde la época de James Watt, los inventores han buscado un motor rotativo que se basara en un movimiento puramente rotativo, sin el movimiento alternativo y los problemas de equilibrio del motor de pistón. Estos motores tampoco funcionan.
La mayoría de los motores sin pistón que dependen de levas, como el motor de leva Rand, utilizan el mecanismo de leva para controlar el movimiento de las levas de sellado. La presión de combustión contra estas paletas hace que un portador de las paletas, separado de la leva, gire. En el motor Rand, el árbol de levas mueve las paletas para que tengan una longitud variable expuesta y encierren una cámara de combustión de volumen variable a medida que gira el motor. El trabajo realizado al hacer girar el motor para causar esta expansión es el trabajo termodinámico realizado por el motor y lo que hace que el motor gire.